# Юнаков Іван Сергійович
Іван Сергійович Юнаков (28.01.1984 року народження, Київ) — український архітектор, політик, народний депутат України IX скликання з 29 серпня 2019 року, депутатська група «Розумна політика». Батько — Юнаков Сергій Федорович, заслужений архітектор України.
Член Комітету Верховної Ради з питань організації державної влади, місцевого самоврядування, регіонального розвитку та містобудування. Голова підкомітету з питань технічного регулювання та ціноутворення в будівництві, виробництва будматеріалів і енергоефективності в будівельній галузі. 
22 Липня 2025 року проголосував за проєкт закону 12414, що обмежує Національне антикорупційне бюро України та Спеціалізовану антикорупційну прокуратуру. Закон викликав хвилю антикорупційних протестів.

## Навчання
Після закінчення гімназії ім. Т. Г. Шевченка № 109 у Києві, Іван Юнаков у 2001—2007 роках навчався в Національній академії образотворчого мистецтва і архітектури, де здобув повну вищу освіту за спеціальністю «Архітектура будівель і споруд» та кваліфікацію архітектора. Має кваліфікаційний сертифікат архітектора України.
З 2010 по 2012 рр. навчався у аспірантурі в Національній академії образотворчого мистецтва і архітектури;

## Бізнес-кар'єра
З 2006 по 2012 рр. працював у «Творча майстерня С. Юнаков» на посаді архітектора. З 2012 по травень 2019 р. — головний архітектор у «33bY Architecture».
З 24 липня 2019 зареєстрований як кандидат у народні депутати від партії «Слуга народу» на виборах в Верховну Раду України 2019 року, № 64 у списку. З 29 серпня 2019 року склав присягу, як народний депутат України
З 8 листопада 2021 року оголосив про приєднання до  міжфракційної депутатської групи «Розумна політика».
Юнаков Іван є спікером та членом журі багатьох українських та міжнародних архітектурно-дизайнерських конкурсів.
Є одним з співавторів книги «Мистецтво українських шестидесятників».

## Знакові проєкти
- Вінницька кондитерська фабрика № 2 «Рошен» (Адміністративний корпус) в м. Вінниця[9][10]
- Реконструкція фонтану та площі біля оперного театру у м. Львів[11][12][13]
- Реконструкція парку «Азербайджан» м. Одеса[14][15]
- Офіс Президента України, реконструкція Український дім[16][17][18][19]

## Нагороди
- Диплом лауреата 11 Всеукраїнського фестивалю «Архітектура та дизайн 2011» Національної спілки архітекторів України за проєкт фабрики «Рошен» в м. Вінниця[20];
- Диплом лауреата 12 Всеукраїнського фестивалю «Архітектура та дизайн 2012» Національної спілки архітекторів України за приватний будинок в с. Козин, Київської області[20];
- Диплом лауреата 12 Всеукраїнського фестивалю «Архітектура та дизайн 2012» Національної спілки архітекторів України за приватний житловий будинок в с. Віта Поштова, Київської області[20];
- Диплом (Перше місце) Національної спілки архітекторів України в номінації «Інтер'єри житлових приміщень (будинків)» за роботу «Приватний будинок в стилі Райта, м. Буча» на конкурсі ІНТЕР'YEAR 2016[20]
- Диплом лауреата 12 Міжнародного фестивалю «Архітектура та дизайн 2016» Національної спілки архітекторів України за приватний будинок в м. Буча, Київської області[20];
- Лауреат міжнародного архітектурного конкурсу Спілки архітекторів Грузії, в номінації «Приватний будинок» за проєкт приватний будинок в м. Буча, Київської області[20];
- Диплом (3 ступеня) Міжнародної асоціації союзів архітекторів за роботу «Приватний будинок в Бучі під Києвом»[20];
- Перше місце Головної інтер'єрної премії України ArtSpace у 2017 році та у 2013 році[21][22].